# Shuttletanker

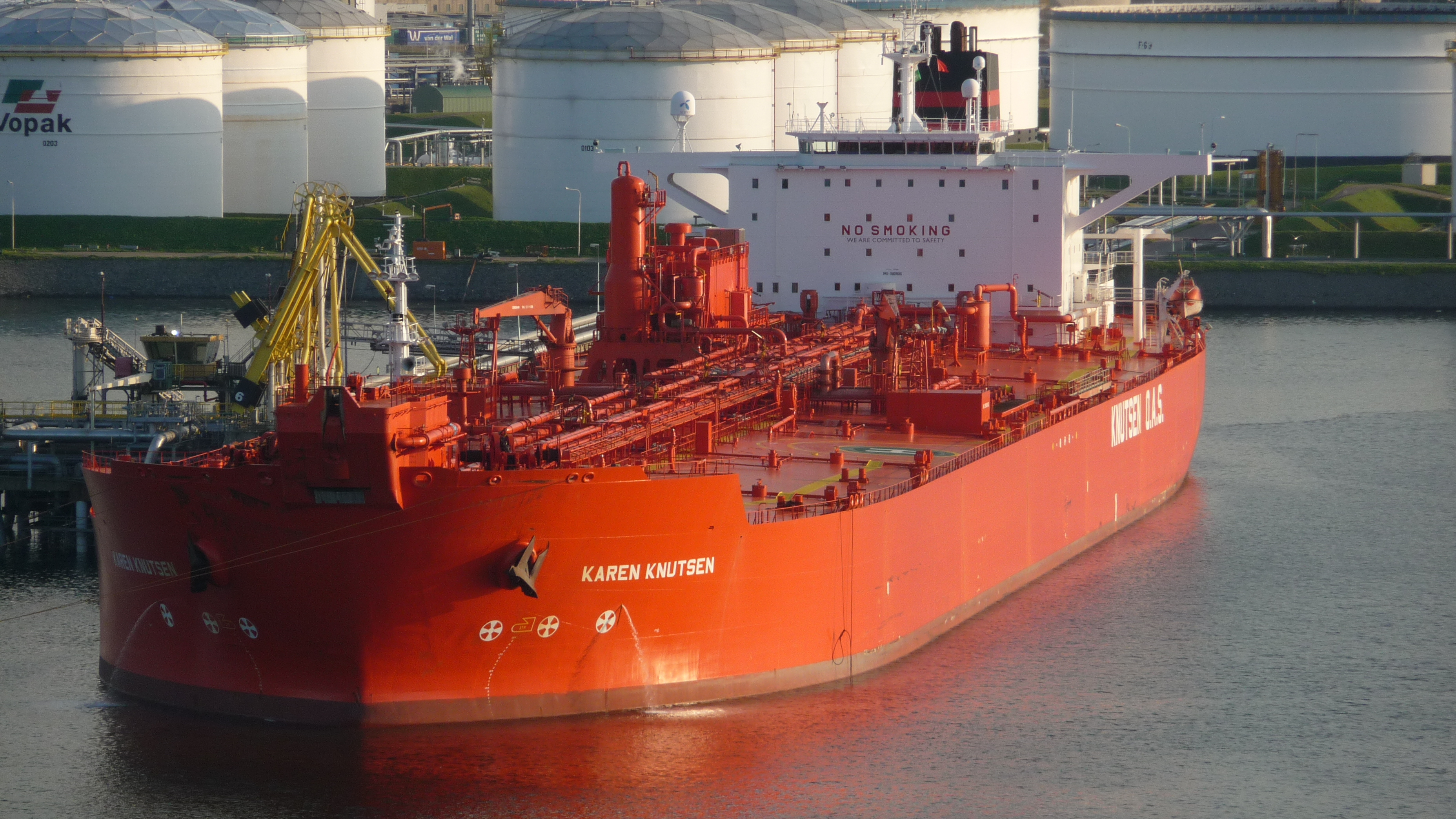
Shuttletanker Karen Knutsen in de Zevende Petroleumhaven

Een shuttletanker is een olietanker die speciaal ontworpen is om olie te vervoeren vanaf een olieplatform of FPSO. Hij is uitgerust met een speciale laadinrichting en dynamic positioning om op positie te kunnen blijven liggen.
Shuttletankers werden voor het eerst gebruikt in de Noordzee. Ze worden tegenwoordig ook gebruikt in Brazilië. In de Noordelijke IJszee vervoert de Timofey Guzhenko, een ijsklasse A1-supertanker, olie van de Varandej-olieterminal naar Moermansk. Er worden proeven uitgevoerd in de Golf van Mexico.